# Promotieklasse hockey
De Promotieklasse is de op een na hoogste competitie in het Nederlandse hockey.

## Invoering
De KNHB voerde de Promotieklasse met ingang van het seizoen 2018/19 in. Voor de invoering van de Promotieklasse was de Overgangsklasse het op een na hoogste hockeyniveau en bestond het zowel bij de mannen als bij de vrouwen uit 2 parallelle poules van 12 clubs. Beide nummers 1 speelden play-offs tegen elkaar om promotie naar de Hoofdklasse.

## Promotie/Degradatie
Aan het einde van het seizoen promoveert de nummer 1 van de poule rechtstreeks naar de Hoofdklasse. De nummer 2 van de poule speelt play-off-wedstrijden tegen de nummer 11 van de Hoofdklasse, volgens het best-of-three principe. Ditzelfde geldt voor de nummer 3 van de poule, hoewel deze tegen de nummer 10 van de Hoofdklasse speelt.
De nummer 10 van de Promotieklasse speelt play-off-wedstrijden tegen de beste nummer twee van de Overgangsklasse, eveneens volgens het best-of-three principe. Nummer 11 en 12 degraderen direct naar de Overgangsklasse.

## Kampioenen

### Heren
| seizoen | club         |
| ------- | ------------ |
| 2018/19 | Hurley       |
| 2021/22 | Schaerweijde |
| 2022/23 | Laren        |
| 2023/24 | Nijmegen     |
| 2024/25 | Laren        |

### Dames
| seizoen | club         |
| ------- | ------------ |
| 2018/19 | Victoria     |
| 2021/22 | HC Rotterdam |
| 2022/23 | Oranje-Rood  |
| 2023/24 | Huizen       |
| 2024/25 | Bloemendaal  |

Nederlandse competities: Hoofdklasse (zaal) · Promotieklasse · Overgangsklasse · Eerste klasse · Tweede klasse · Derde klasse · Vierde klasse · Gold Cup · Silver Cup

Nederlands kampioenschap: Lijst van Nederlandse landskampioenen hockey · Lijst van Nederlandse landskampioenen zaalhockey

Europese competities: Euro Hockey League · Europacup I · Europa Cup II · Europacup zaalhockey